# Уттаркаші (округ)
Уттаркаші (гінді उत्तरकाशी जिला, англ. Uttarkashi або Uttar Kashi) — округ індійського штату Уттаракханд із центром у місті Уттаркаші, розташований в регіоні Ґархвал. Його населення — 295 тис. мешканців станом на 2001 рік. Весь округ ледить високо в Гімалаях. Тут розташоване спільне джерело річок Ганг і Ямуна, що привертає багато паломників-індусів. Іншим центром паломництва в окрузі є священне місто Ґанґотрі.